# Saúca
Saúca ist eine aus dem Hauptort und dem Weiler (pedanía) Jodra del Pinar bestehende zentralspanische Gemeinde (municipio) mit insgesamt nur noch 48 Einwohnern (Stand: 2024) im Norden der Provinz Guadalajara in der Autonomen Gemeinschaft Kastilien-La Mancha.

## Lage und Klima
Der Ort und die Gemeinde von Saúca befinden sich gut 70 km (Fahrtstrecke) nordöstlich der Stadt Guadalajara in einer Höhe von etwa 1100 m. Das Klima ist im Winter rau, im Sommer dagegen gemäßigt bis warm; Regen (ca. 510 mm/Jahr) fällt übers Jahr verteilt.

## Bevölkerungsentwicklung
| Jahr      | 1857 | 1900 | 1950 | 2000 | 2017 |
| Einwohner | 508  | 593  | 322  | 73   | 56   |

Als Folge der zunehmenden Trockenheit, der Mechanisierung der Landwirtschaft und des daraus resultierenden geringeren Arbeitskräftebedarfs ist die Zahl der Einwohner seit der Mitte des 20. Jahrhunderts stark rückläufig; hinzu kommt die Aufgabe von zahlreichen bäuerlichen Kleinbetrieben.

## Wirtschaft
Die Landwirtschaft, vor allem die Milch- und Weidewirtschaft, spielte über Jahrhunderte die bedeutendste Rolle im auf Selbstversorgung ausgerichteten Wirtschaftsleben der Gemeinde. Die Verbesserung der Infrastruktur im 20. Jahrhundert führte zu einer Regionalisierung der Absatzmärkte. Auf dem Gemeindegebiet gibt es mehrere Steinbrüche (canteras).

## Geschichte
Zur Geschichte der Gemeinde sind nur wenige Informationen verfügbar; Kelten, Römer, Westgoten und auch die im 8. Jahrhundert bis weit in den Norden vorgedrungenen arabisch-maurischen Heere haben keine Spuren hinterlassen. Im Jahr 1085 eroberte Alfons VI. die Gegend zurück (reconquista), die anschließend von Christen aus dem Norden und Süden der Iberischen Halbinsel besiedelt wurde (repoblación).

## Sehenswürdigkeiten
Saúca
- Die in der ersten Hälfte des 13. Jahrhunderts, also in der Spätromanik erbaute Kirche der Nuestra Señora de la Asunción ist der Himmelfahrt Mariens geweiht. Die Kirche beeindruckt durch einen die gesamte Südseite und die Westfassade umgebenden Portalvorbau (portico oder galería porticada) mit Säulenpaaren. Über der Westfassade erhebt sich ein zweigeteilter Glockengiebel (espadaña). Das Kirchenschiff (nave) birgt mehrere romanische Kapitelle, einen monolithischen Taufstein und mehrere barocke Schnitzaltäre.[4][5]

Jodra del Pinar

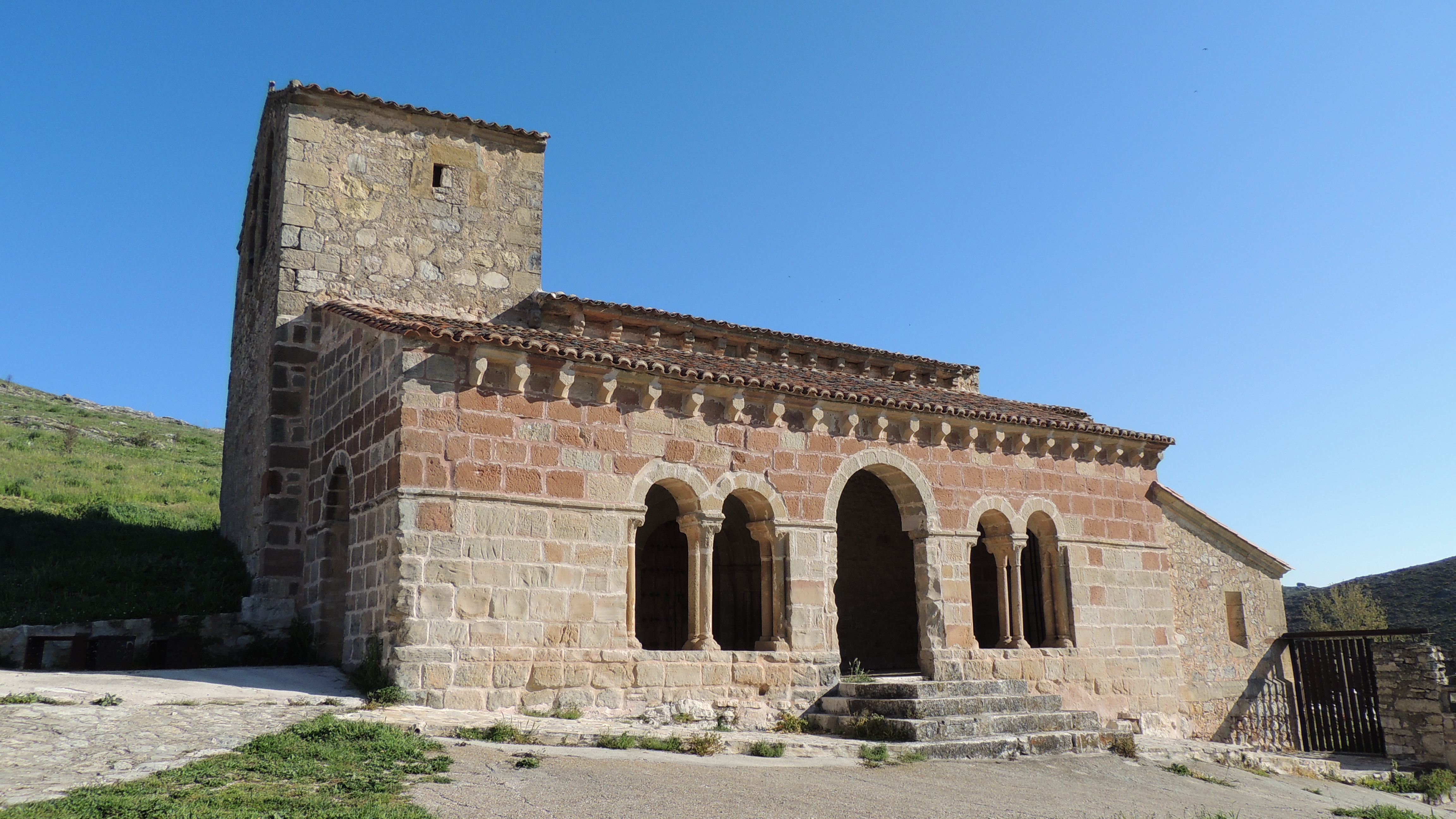
Jodra del Pinar – Iglesia San Juan Degollado

- Die in der zweiten Hälfte des 12. Jahrhunderts aus Bruch- und Hausteinen errichtete Kirche San Juan Degollado im nur noch ca. 5 Einwohner zählenden Weiler Jodra del Pinar (41° 2′ 42″ N, 2° 33′ 29″ W) ist dem enthaupteten Johannes dem Täufer geweiht. Auch sie verfügt über einen die Südseite einnehmenden Portalvorbau – hier jedoch mit einem mittleren Zugang und jeweils zwei seitlichen Fensterarkaden mit Doppelsäulen und äußerst schlanken Blattkapitellen. Die Kirche wurde im Jahr 2006 restauriert, wobei die lange Zeit vermauerten Fensterbögen wieder geöffnet wurden.[6][7]